# Hiski Kanerva
Pour les articles homonymes, voir Kanerva.
Hiski Kanerva, né le 3 septembre 1994 à Helsinki, est un coureur cycliste finlandais.

## Palmarès sur route

### Par année
- 2018
  - 3e du championnat de Finlande du contre-la-montre par équipes

### Classements mondiaux
| Année           | 2015   | 2016   | 2017 | 2018 |
| --------------- | ------ | ------ | ---- | ---- |
| UCI Europe Tour | 1 168e | 1 308e |      | 753e |

## Palmarès sur piste
- 2015
  -  Champion de Finlande du scratch
- 2018
  -  Champion de Finlande du scratch
  - 2e du championnat de Finlande de course aux points